# Ловесе, Фабиана
Фабиана Ловесе (исп. Fabiana Lovece) — аргентинская  биатлонистка, участница зимних Олимпийских игр 1992 года.

## Карьера
Фабиана Ловесе вместе с Марией Хиро представляла Аргентину на первых олимпийских соревнованиях по биатлону среди женщин, которые прошли на Олимпиаде 1992 года в Гренобле. Аргентинка выступила только в спринте, где допустив 9 промахов на огневых рубежах, финишировала последней — 68-й.
Её младшая сестра Наталья представляла Аргентину на Олимпийских играх 2002 года.

### Участие в Олимпийских играх
| Год  | Место проведения | Инд | Спр | Эст |
| 1992 | Альбервиль       | —   | 68  | —   |